# Zhongguo gujin gongjushu dacidian
Das Zhongguo gujin gongjushu dacidian (chinesisch 中国古今工具书大辞典 – „Großes Lexikon der alten und neuen chinesischen Nachschlagewerke“) ist ein chinesisches Lexikon, das alte und neuere chinesische Nachschlagewerke in kleinen Artikeln kurz vorstellt. Das Werk liefert damit einen einzigartigen Überblick über alle Wissensbereiche, die Eingang in chinesische Lexika, Enzyklopädien und sonstige Nachschlagewerke aller Art gefunden haben.
Es wurde unter der Leitung von Sheng Guangzhi, Xu Huaying und Liu Xiaoyan herausgegeben und ist 1990 im Verlag Jilin renmin chubanshe in Changchun erschienen (ISBN 7-206-00847-X).
Darin werden nach den üblichen Wissensgebieten klassifiziert über zwanzigtausend chinesische Nachschlagewerke aus allen Bereichen erörtert.
Es ist in zwei Abschnitte untergliedert. Im ersten werden die in der Volksrepublik erschienenen Werke, im zweiten die aus Taiwan, Hongkong und Macao behandelt. 